# Episodi di Throb (seconda stagione)
La seconda stagione della serie televisiva Throb è stata trasmessa in anteprima negli Stati Uniti d'America in syndication tra il 19 settembre 1987 e il 21 maggio 1988.
| nº | Titolo originale                        | Titolo italiano | Prima TV USA      | Prima TV Italia |
| -- | --------------------------------------- | --------------- | ----------------- | --------------- |
| 1  | Moving In                               |                 | 19 settembre 1987 |                 |
| 2  | The Spa                                 |                 | 26 settembre 1987 |                 |
| 3  | Torn Between Two Lovers                 |                 | 3 ottobre 1987    |                 |
| 4  | Future Shock                            |                 | 10 ottobre 1987   |                 |
| 5  | Good Vibrations                         |                 | 17 ottobre 1987   |                 |
| 6  | Whose Coup Is It Anyway?                |                 | 24 ottobre 1987   |                 |
| 7  | Last Night at the Fire Station (Part 1) |                 | 31 ottobre 1987   |                 |
| 8  | Last Night at the Fire Station (Part 2) |                 | 7 novembre 1987   |                 |
| 9  | Garden Party                            |                 | 14 novembre 1987  |                 |
| 10 | Selling Out                             |                 | 21 novembre 1987  |                 |
| 11 | The Golden Guys                         |                 | 5 dicembre 1987   |                 |
| 12 | One Christmas                           |                 | 12 dicembre 1987  |                 |
| 13 | Mary Heartless                          |                 | 2 gennaio 1988    |                 |
| 14 | Men Without Lips                        |                 | 30 gennaio 1988   |                 |
| 15 | Make a Joyful Noise                     |                 | 6 febbraio 1988   |                 |
| 16 | The Cable Show                          |                 | 13 febbraio 1988  |                 |
| 17 | Here Come the Amish                     |                 | 20 febbraio 1988  |                 |
| 18 | Only the Lonely                         |                 | 5 marzo 1988      |                 |
| 19 | There's No Place Like Home              |                 | 12 marzo 1988     |                 |
| 20 | Summer Job                              |                 | 23 aprile 1988    |                 |
| 21 | Neil Returns                            |                 | 30 aprile 1988    |                 |
| 22 | Jung Love                               |                 | 7 maggio 1988     |                 |
| 23 | The Grammy                              |                 | 14 maggio 1988    |                 |
| 24 | She Can't Sing, Don't Ask Her           |                 | 21 maggio 1988    |                 |